# 아르키타스
아르키타스(그리스어: Αρχύτας, 기원전 428년 - 기원전 347년)는 고대 그리스의 정치인·기술자·천문학자·장군·철학자이자 피타고라스 학파 소속의 수학자이다. 현재의 타란토 출신이며, 플라톤의 절친으로 알려져 있으며, 정육면체의 배적 문제에 대하여 반기둥을 사용한 해결법으로 아르키타스 곡선(Archytas curve)을 고안한 업적이 있다.